# اچ‌ام‌اس پرینسس (۱۹۰۵)
اچ‌ام‌اس پرینسس (۱۹۰۵) (به انگلیسی: HMS Princess (1905)) یک کشتی است. این کشتی در سال ۱۹۱۵ ساخته شد.